# Formosa (stad)
Formosa är huvudstad i provinsen Formosa i nordöstra Argentina. Formosa ligger vid Paraguayflodens strand, vid gränsen Paraguay och nära Paraguays huvudstad Asunción. Staden grundades 1879 som ett led i erövringen av Gran Chaco som skedde vid Paraguays totala nederlag i Trippelallianskriget där landet besegrades av Argentina, Brasilien och Uruguay.
Formosa tjänade ursprungligen som huvudstad för det nya argentinska territoriet Gran Chaco som senare delades upp i nationella territorier för att slutligen bli provinsen Formosa 1955 med staden Formosa som huvudstad.
Staden har ett fuktigt subtropiskt klimat med en genomsnittlig vintertemperatur på 16 grader Celsius och en genomsnittlig sommartemperatur på 28 grader Celsius. Under sommartid kan temperaturen nå över 40 grader Celsius, temperaturer över 35 grader Celsius har noterats för alla årstider.
Sedan 1960-talet har Formosa växt kraftigt och blivit en viktig flodhamn och centrum för förädling av jordbruksprodukter från regionen. Bland annat produceras och odlas bomull, boskap och ris i omgivningen.
Formosa är nämnt i Graham Greenes roman Travels with My Aunt.